# Романівка (Брусилівська селищна громада)
Рома́нівка — село в Україні, у Житомирському районі Житомирської області. Входить до складу Брусилівської селищної громади. Населення становить 275 осіб.
Вперше згадане у акті судових справ Київського воєводства 1600 року. Спершу належало Тишам-Биковським, а з 1643 року — Олізарам. Назва походить від давньоруського міста Романова.